# 耶律統古与
耶律 統古与（やりつ とうこよ、Yelü Tongguyu、? - 1217年）は、金末に活躍した契丹人。後遼政権の君主の一人。

## 概要
1213年3月、契丹人の耶律留哥はモンゴル帝国の侵攻によって金朝の支配が緩むと遼東で自立して「遼（東遼）」を建国した。しかし、東遼政権の内部では皇帝号を称するべきであるとする耶律廝不とモンゴル帝国を宗主として尊重すべきとする耶律留哥の意見が対立し、やがて耶律留哥は密かにチンギス・カンの下を訪れて改めて忠誠を誓った。耶律留哥はチンギス・カンの下から耶律乞奴ら使者を派遣して反対派閥を従わせようとしたが、不利を悟った耶律廝不は耶律乞奴・耶律金山・耶律青狗・耶律統古与らを味方に引き入れて東遼政権から自立し、独自に「遼」の皇帝を称した。この政権は耶律留哥の遼（東遼）などと区別するために、一般に「後遼」と呼ばれる。
しかし、耶律廝不の即位から僅か数カ月にして耶律青狗が裏切って金に降り、耶律廝不は耶律青狗によって殺されてしまった。そこで、丞相の地位にあった耶律乞奴が監国として国政を預かったが、モンゴル軍の助けを得た耶律留哥と金朝軍の双方から攻撃を受けて高麗に逃れた。高麗領に入った後遼政権はなおも内部対立が続き、耶律乞奴を耶律金山が殺し、更に耶律統古与が耶律金山を殺して自立した。そして、耶律統古与もまた間もなく耶律喊舎によって殺されてしまった。耶律統古与の治世は耶律喊舎とあわせて「2年近く」であったと伝えられている。